# Junjun Asebias
Junjun Asebias (ur. 1999) – mikronezyjski zapaśnik walczący w obu stylach. Zajął 25 miejsce na mistrzostwach świata w 2023 roku.
Mistrz igrzysk mikronezyjskich w 2018. Złoty medalista mistrzostw Oceanii w 2023 i brązowy w 2018 i 2024 roku.
Reprezentuje stan Chuuk.